# Abdaraxos
Abdaraxos (Ἀβδαράξως) est un ingénieur de l'Égypte hellénistique, disciple de l’ingénieur Ctésibios d’Alexandrie. Il est mentionné dans un papyrus du IIe siècle avant notre ère, appelé Laterculi Alexandrini et listant des ingénieurs célèbres. Le texte lui attribue le mérite d'« avoir construit les machines d'Alexandrie ». Si rien n'est connu sur les machines en question, l'auteur du papyrus considérait manifestement qu'aucune explication supplémentaire n'était nécessaire, ce qui indique que ces machines représentaient une réalisation notoire. 
L'historien Michael Lewis interprète une traduction arabe d'un texte d'Apollonios de Perga comme faisant référence au même homme, mais sans précision supplémentaire, sinon la mention d'un « moulin vertical ». Il considère en outre que le nom Abdaraxos est sémitique, probablement phénicien.